# Philosophical Transactions of the Royal Society A: Mathematical, Physical and Engineering Sciences
Philosophical Transactions of the Royal Society A: Mathematical, Physical and Engineering Sciences (abrégé en Phil. Trans. R. Soc. A ou Philos. Trans. R. Soc. A-Math. Phys. Eng. Sci.) est une revue scientifique à comité de lecture qui publie des articles concernant la physique et les mathématiques.

## Histoire
La Royal Society fonde en 1665 la revue Philosophical Transactions of the Royal Society. En 1887, le journal est séparé en deux sections :
- Philosophical Transactions of the Royal Society A: Mathematical, Physical and Engineering Sciences  (ISSN 1364-503X)
- Philosophical Transactions of the Royal Society B: Biological Sciences  (ISSN 0962-8436)

## Description
Les Transactions publient deux numéros par mois, regroupés en volumes annuels ; les numéros sont attribués consécutivement ; ainsi, le volume de l'année 2021 est le volume 379, et il regroupe les numéros 2188 à 2213.
Chaque numéro est consacré à un thème particulier, et est des fois consacré à des articles issus de conférences ou tables rondes. Chaque numéro a pour ambition de créer une synthèse originale et faisant autorité, de préférence en faisant le lien entre les disciplines traditionnelles.
Les numéros s'appuient sur les réunions de discussion de la Royal Society, ou sont des sujets autonomes commandés par la revue ou proposés par des rédacteurs invités. Toutes les contributions sont sollicitées : la revue n'accepte pas la soumission d'articles non sollicités. Les articles néanmoins sont examinés par des pairs.
En 2023, la direction éditoriale est assurée par John Dainton.

## Résumés et indexation
D'après le Journal Citation Reports, le facteur d'impact de ce journal est de 4,019 en 2021.  Sur SJR, le facteur d'impact est de 0,97 en 2021.